# Kota Karang (Pesisir Utara)
Kota Karang is een bestuurslaag in het regentschap Lampung Barat van de provincie Lampung, Indonesië. Kota Karang telt 724 inwoners (volkstelling 2010).